# Chloropoea ruhama
Chloropoea ruhama är en fjärilsart som beskrevs av William Chapman Hewitson. Chloropoea ruhama ingår i släktet Chloropoea och familjen praktfjärilar. Inga underarter finns listade i Catalogue of Life.